# پناهگاه حیات وحش بیستون
پناهگاه حیات وحش بیستون یک پناهگاه حیات وحش با مساحت ۴۱۶۲۷ هکتار است که در استان کرمانشاه در ایران قرار دارد. این پناهگاه حیات وحش طبق مصوبهٔ شمارهٔ ۵۸۴ در تاریخ ۱۳۵۴/۵/۲۱ در فهرست مناطق تحت حفاظت سازمان محیط زیست ایران قرار گرفت.
گونه‌های جانوری موجود در این پناهگاه حیات وحش عبارتند از پلنگ، کفتار، خرس قهوه‌ای، گرگ، شغال، خارپشت گوش‌بلند، سنجاب ایرانی، کبک، کبک دری، تشی، شاه‌بوف، دال، چکاوک، سهره و تیهو، خرگوش، و بز کوهی.

## آتش‌سوزی
در ۲۳ شهریور ۱۴۰۳ آتش‌سوزی بزرگی در پناهگاه حیات وحش بیستون اتفاق افتاد که خاموش کردن آن سه روز به درازا انجامید. در این آتش‌سوزی ۱۴۶ هکتار از اراضی پناهگاه در آتش سوخت که ۹۶ درصد آن مرتعی و ۴ درصد جنگلی بود. به گفتۀ فرماندهٔ یگان حفاظت محیط زیست کرمانشاه این حادثه علت انسانی داشته و در آن آسیب جدی به گونه‌های شاخص این پناهگاه وارد نشده است.